# Sara Rastegar
Sara Rastegar, née en 1983 en Iran, est une réalisatrice, monteuse et actrice vivant et travaillant à Paris.  

## Biographie
Après des études d'architecture à l'Ecole Nationale Supérieure d'Architecture de Paris-Malaquais, Sara Rastegar part vivre avec un berger poète en plein cœur du désert iranien et y tourne son premier long-métrage. 
L'ami (2005) a été montré et récompensé dans de nombreux festivals internationaux (Meilleur Film au Festival international de films de Fribourg en 2006, FIPRESCI au festival Ficco de Mexico, Prix du Public au festival des 3 Continents à Nantes, Prix du Jury à Belo Horizonte, Prix KODAK en Suisse, It's All True Festival à Sao Paulo et Rio de Janeiro, Festival Docusur à Ténérife...). 
En 2008, elle réalise 7 femmes, un long-métrage documentaire sur des femmes vivant et travaillant aujourd'hui en Iran. 
En 2013, elle termine Mes souliers rouges (My Red Shoes) son troisième long-métrage qui gagne le Prix spécial du jury au Festival international du film de Dubaï. 

## Filmographie
Réalisatrice
- 2006 : L'Ami / Doust' (long-métrage)
- 2009 : 7 Femmes, documentaire (long-métrage)
- 2013 : Mes Souliers Rouges / My Red Shoes (long-métrage)

Actrice
- 2011 : Les Secrets de l'invisible d'Antonin Peretjatko (court-métrage)
- 2012 : La grève des ventres de Lucie Borleteau (court-métrage)
- 2013 : La fille du 14 juillet d'Antonin Peretjatko (long-métrage)